# Guedesia gratissima
Guedesia gratissima är en skalbaggsart som beskrevs av Ferreira och Veiga-ferreira 1952. Guedesia gratissima ingår i släktet Guedesia och familjen långhorningar.
Artens utbredningsområde är Zimbabwe. Inga underarter finns listade i Catalogue of Life.